# 그렉 바턴

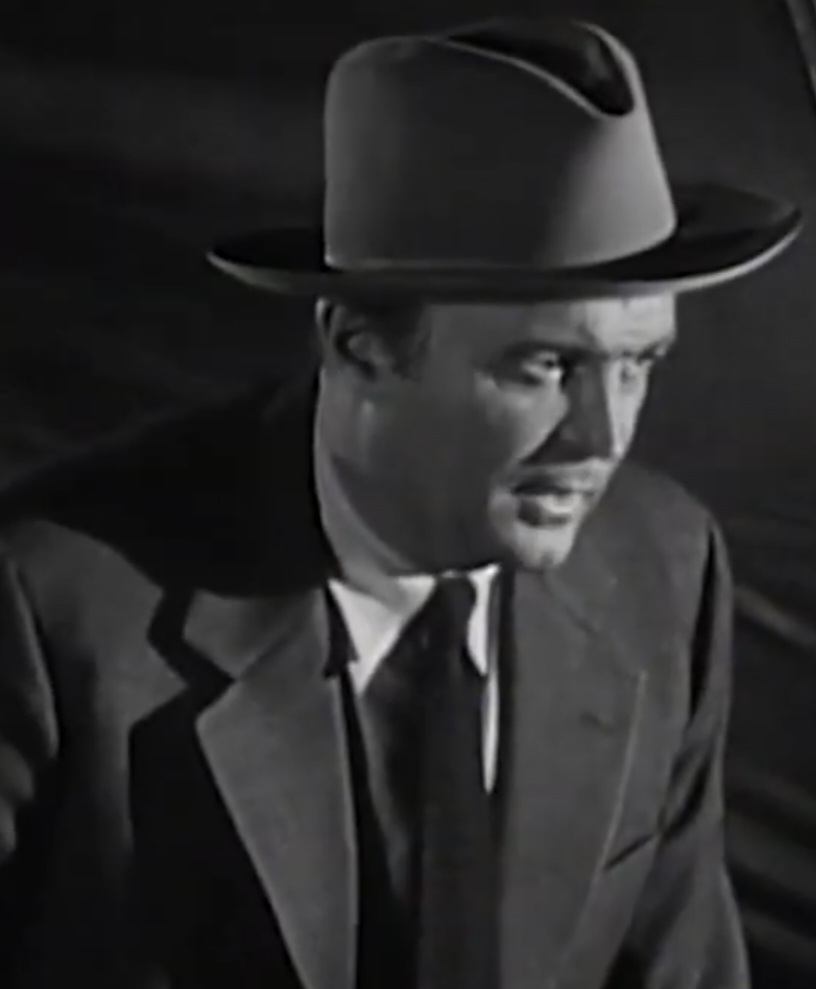

그렉 바턴(Gregg Barton, 1912년 6월 5일 ~ 2000년 11월 28일)은 미국의 배우, 텔레비전 배우이다.

## 영화
- 굿 데이 포 어 행잉 (1959년)
- 네버 스틸 애니씽 스몰 (1959년)
- 텍사스 결사대 (1955년)
- 라라미에서 온 사나이 (1955년)
- 마스터슨 오브 캔사스 (1954년)
- 맨 위드 더 스틸 위프 (1954년)
- 슈퍼맨 - 54년작 3 (1954년)
- 삼총사의 아들 (1952년)
- 세계를 그의 품안에 (1952년)
- 웬 윌리 컴스 매칭 홈 (1950년)
- 론 레인저 - 49년 시리즈 (1949년)
- 댓 미드나잇 키스 (1949년)
- 홈커밍 (1948년) - 캡틴 역